# 胡柳陂之战
胡柳陂之战，918年（后梁贞明四年、晋天祐十五年）八月至十二月，五代十国后梁与晋国（后唐）在胡柳陂（今河南省濮阳县东南）受挫先败后胜的作战。
918年八月，晋王李存勗攻后梁国都汴梁，集合魏州、幽州、沧州、景州、邢州、易州、定州、麟州（治新秦县，今陕西省神木市北）、胜州（治榆林县，今内蒙古准格尔旗东北十二连城）、云州、蔚州、新州、武州等州和河东节度使、魏博节度使所属十万兵马，从魏州抵达杨刘，分兵攻打后梁郓州、濮州（今山东省鄄城县北旧城），然后沿黄河而上，驻军濮州境内麻家渡。后梁北面行营招讨使贺瓌、北面行营排阵使谢彦章驻军濮州北行台村，坚守不战，两军相持一百多天。贺瓌听信诬告，杀了谢彦章，李存勗闻讯大喜。十二月初一日，晋王李存勗率军前进，扎营在离梁军十里之处。十二月十九日，唐军中所有老弱将士被晋王派回魏州，十二月二十一日，晋军毁掉营寨，晋王率大军撇开梁军主力，绕过贺瓌的梁军阵地，直指汴梁。十二月二十三日，晋军到达濮阳东的胡柳陂。十二月二十四日早晨，梁军跟来，晋軍这时立栅设营。晋軍卢龙节度使周德威建议以逸待劳，用骑兵骚扰后梁军，让他们得不到休息，然后趁其疲惫，一举歼灭。李存勗没有采纳，拍李存审押粮先行，亲率大军决战梁军。梁军被李存勗击败，退到濮阳的骑兵在途中和晋军先行辎重遭遇，晋辎重军阵乱，梁军乘势进攻。晋军击退梁军，但三分之二士卒损失，周德威阵亡。李存勗在高丘集结士兵。到了中午，梁军也占陂中土山，李存勗率骑兵攻打立足未稳的梁军。梁军迫到土山西侧列阵自固。李存勗连夜突袭，从正面出击，派李嗣昭率兵迂回到土山北侧，突击梁军。梁军战败，死伤近三万。晋军也伤亡惨重，无力再攻汴梁，于是回师。